# Molanna crinita
Molanna crinita är en nattsländeart som beskrevs av Wiggins 1968. Molanna crinita ingår i släktet Molanna och familjen skivrörsnattsländor. Inga underarter finns listade i Catalogue of Life.